# Antoni Maria Simarro i Puig
Antoni Maria Simarro i Puig (Barcelona 1896 - 1969). Fou un polític i advocat català. Va ser alcalde de Barcelona i president de la Diputació de Barcelona durant el franquisme.

## Biografia
Llicenciat en Dret. Durant la guerra civil espanyola fou membre del cos jurídic militar i s'afilià a Falange Española.

### Trajectòria durant el franquisme
En acabar la guerra fou nomenat tinent d'alcalde de la primera gestora provisional de l'Ajuntament de Barcelona. Substituí el Comte de Montseny com a president de la Comissió Gestora Diputació de Barcelona (1939-1943) per decret del ministre de la governació Serrano Súñer. Va presidir una Corporació composta per destacats dirigents de FET y de las JONS i de la Comunió Tradicionalista. Els principals objectius d'aquesta Corporació fou la depuració de funcionaris, la reconstrucció de les vies provincials malmeses per la guerra, l'organització de tota mena d'actes religiosos i d'homenatge a l'exèrcit, i a les nacions que col·laboraren en la guerra civil al costat de Franco.
Del (1943-1951) serà degà del Col·legi d'Advocats de Barcelona (1943-1951). alcalde de Barcelona de 1951 a 1957 gràcies a la seva amistat amb el Ministre de Governació, Blas Pérez González, de qui havia estat passant.
Durant la seva gestió, en la que tingué lloc després de la vaga de tramvies de 1951, fou durament criticat pel governador civil Felipe Acedo Colunga per la seva apatia personal i per la grisor del consistori que dirigia. Quan el 1957 va dimitir Blas Pérez. fou obligat a abandonar el consistori, i substituït per Josep Maria de Porcioles.